# 欧日地区奥托
欧日地区奥托（法語：Hotot-en-Auge，法語發音：[ɔto ɑ̃.n‿oʒ] ⓘ）是法国卡尔瓦多斯省的一个市镇，属于利雪区。

## 地理
欧日地区奥托（49°9'58"N, 0°3'18"W）面积24.05 平方千米，位于法国诺曼底大区卡爾瓦多斯省，该省份为法国西北部沿海省份，北濒大西洋英吉利海峡，东北与滨海塞纳省以海上边界相接，东临厄尔省，南至奧恩省，西与芒什省接壤。
与欧日地区奥托接壤的市镇（或旧市镇、城区）包括：巴瑟纳维尔、欧日地区伯夫龙、克莱维尔、古斯特朗维尔、圣旺迪梅尼勒奥热、圣皮埃尔迪容凯、圣桑松、欧日地区皮托、欧日地区贝勒维、欧日地区梅里比西耶尔、埃斯特雷圣母村-科尔邦。

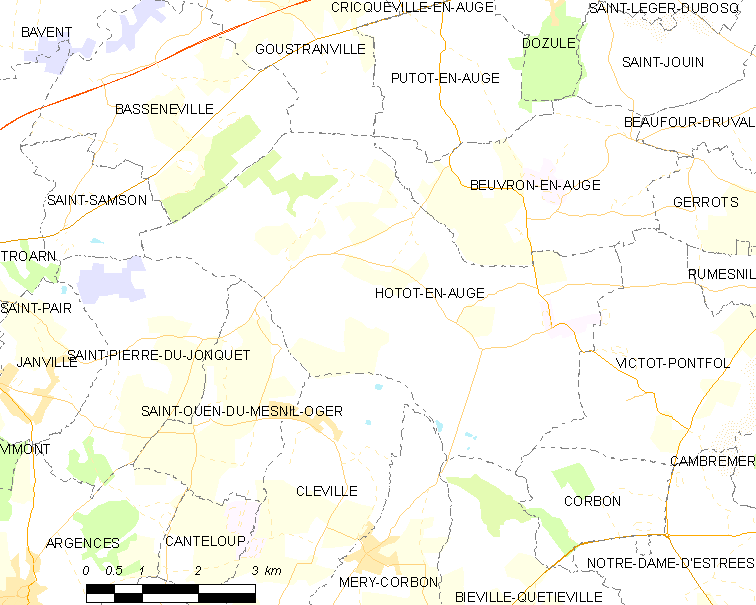
欧日地区奥托的OSM定位图

欧日地区奥托的时区为UTC+01:00、UTC+02:00（夏令时）。

## 行政
欧日地区奥托的邮政编码为14430，INSEE市镇编码为14335。

## 政治
欧日地区奥托所属的省级选区为梅济东瓦莱多日县。

## 人口

1962-2008年间欧日地区奥托人口变化图示

欧日地区奥托于2022年1月1日时的人口数量为291人。